# И придёт день...
«И придёт день…» — советский двухсерийный телефильм 1979 года, снятый на киностудии «Молдова-фильм» режиссёром Михаилом Израилевым.

## Сюжет
Кирилл Руснак — председатель Совета колхозов одного из районов Молдавии — дальновидный руководитель, решающий важные проблемы, связанные с агропромышленной интеграцией.

## В ролях
- Богдан Ступка — Кирилл Мефодьевич Руснак
- Николай Тимофеев — Лукреций Иванович Куркулёв
- Аристарх Ливанов — Михаил Георгиевич, секретарь райкома
- Пётр Баракчи — Пётр Александрович Унгуряну
- Светлана Орлова — Катя
- Любовь Рыбалко — Ленуца
- Юрий Кузьменко — Коля
- Мария Сагайдак — Оксана
- Ёла Санько — Мария
- Иван Сидоров — Игнат
- Домника Дариенко — Куркулева
- Владимир Цесляк — Бадя Штефан
- Андрей Ковзун — внук Куркулева
- Илие Гуцу — тракторист
- Пётр Паньковский — снабженец
- Борис Зайденберг — научный сотрудник
- Альберт Акчурин — Ильин, художник-реставратор
- Владимир Гинзбург — Александр Анатольевич, директор института
- Бэно Аксёнов — журналист
- Мефодий Апостолов — директор комбикормового завода
- Ион Музика — бригадир
- Михаил Кононов — механизатор
- Ася Андрух — хозяйка дома
- Василе Зубку-Кодряну — колхозник
- Михай Курагэу — колхозник
- Анатолий Умрихин — эпизод
- Георгий Хассо — эпизод

## Критика
Журнал «Кодры» (1982) указывал на неудачность фильма:

А опыт картин «Корень жизни» и «И придёт день», непосредственно обращенных к современности, является скорее примером как не следует трактовать в искусстве сегодняшний день. Анализируя представленные выше ленты, неизбежно, неизбежно приходишь к выводу, что наиболее уязвимым звеном молдавского кино является режиссура. Да, именно проблема режиссуры краеугольная, решающая в современном кино.